# Govern del Kirguizstan
El Govern del Kirguizstan (en kirguís: Кыргыз Республикасының Өкмөтү, Kırgız Respublikasınıñ Ökmötü) és un òrgan executiu que exerceix la seva autoritat i el seu poder a través del Gabinet de Ministres dirigit pel Primer Ministre del Kirguizstan com a cap de govern. La condició i les disposicions del govern estan determinades per la Secció V de la Constitució del Kirguizstan. El Gabinet està integrat pels viceprimers ministres, els ministres i els presidents dels comitès estatals.

## Govern
El Kirguizstan és un país amb un sistema semipresidencialista. Això significa que tant el President de la República com les dues cambres del Consell Suprem són elegits directament pel poble mentre que el Primer Ministre del país és nomenat pel President de la República amb l'aprovació del Consell Suprem.

### Estructura
El poder executiu del país serà exercit pel Govern, que serà l'òrgan suprem del poder executiu de la República, ministeris subordinats a ella, comitès estatals, departaments administratius i les administracions estatals locals (art. 83.1 i 83.2). El govern estarà encapçalat pel Primer Ministre (cap de govern) i també estarà formats per els viceprimers ministres, ministres i presidents dels comitès estatals (art. 83.3).

### Nomenament
El Consell Suprem ha de proposar per majoria absoluta un candidat per al càrrec de Primer Ministre i aquest candidat haurà de presentar el programa, l'estructura i la composició del Govern davant del parlament. Primer ho ha de fer el grup parlamentari o coalició que tingui majoria absoluta però si el Parlament no aprova el candidat o el programa, estructura i composició governamental del candidat o s'esgota el termini legal de fer-ho (15 dies hàbils), el President de la República podrà d'instar fins dues vegades a un grup parlamentari a que ho proposi. Si també fracasa els dos intents del president, els partits hauran de formar una majoria parlamentària per iniciativa pròpia (art. 84.1-4). Si tots aquests procediments falla, el President convocarà eleccions anticipades al Consell Suprem (art. 84.6).
En cas que el Consell Suprem aprovi el candidat i el seu programa, estructura i composició governamental, el President emetrà un decret sobre el nomenament del Primer Ministre i dels altres membres del Govern en un termini de tres dies, i en el cas de que el President no ho faci en el termini esmentat, es consideraran nomenats (art. 84.5).

### Moció de censura
El Parlament podrà iniciar la moció de censura per iniciativa d'un terç del nombre total de diputats (art. 85.3) però mai en els sis mesos anteriors a les properes eleccions presidencials (art. 85.5) i haurà de ser aprovada per majoria del nombre total de diputats del Parlament (art 85.4). El President podrà decidir si destituir el Govern o no però si en un termini de tres mesos la decisió parlamentària es manté ferma, el President el destituirà (art. 85.6-7).

### Funcions
Segons l'article 88.1 de la Constitució, el Govern exerceix les següents funcions: 
1. garantir el compliment de la Constitució i les lleis;
2. aplicar la política d'interior i d'exterior de l'Estat;
3. adoptar mesures per a garantir l'ordre públic, els drets i les llibertats dels ciutadans, protegir l'ordre públic i combatre la delinqüència;
4. garantir l'aplicació de mesures destinades a protegir la sobirania de l'Estat i vetllar per l'aplicació de les mesures destinades a protegir de la sobirania nacional, la integritat territorial, la protecció de l'ordre constitucional, l'enfortiment de la capacitat de defensa, la seguretat nacional i l'ordre públic;
5. vetllarar per l'aplicació de la política financera, de preus, de tarifes, inversions i fiscal;
6. elaborar i presentarà al Consell Suprem el pressupost nacional i adoptar mesures per a la seva execució;
7. dur a terme mesures encaminades a garantir la igualtat de condicions per al desenvolupament de totes les formes de propietat i la seva protecció i per a gestionar els béns de propietat pública.
8. vetllar per l'aplicació d'una política estatal unificada en les esferes socioeconòmica i cultural;
9. elaborar i aplicar programes nacionals de desenvolupament econòmic, social, científic i tècnic, així com cultural;
10. vetllar per la realització de l'activitat econòmica exterior;
11. vetllar per la interacció amb la societat civil;
12. exercir les altres facultats que se li assignin de conformitat amb la Constitució i les lleis.

## Gabinet de Ministres
A continuació, es presenten els 20 membres del Gabinet de Ministres del govern del primer ministre Kubatbek Boronov a data de 17 de juny de 2020:
- Primer Ministre
  - Primer Viceprimer ministre
  - Viceprimer ministre
  - Viceprimer ministre
  - Viceprimer ministre
- Ministre d'Afers Exteriors
- Ministre d'Agricultura, Indústria Alimentària i Irrigació
- Ministre d'Economia
- Ministre d'Educació i Ciència
- Ministre de Situacions d'Emergència
- Ministre de Cultura, Informació i Turisme
- Ministre de Finances
- Ministre de Salut
- Ministre de l'Interior
- Ministre de Justícia
- Ministre de Treball, Ocupació i Migració
- Ministre de Transport
- President del Comitè Estatal de Seguretat Nacional
- President del Comitè Estatal d'Assumptes de Defensa
- President del Comitè Estatal d'Indústria, Energia i Subsòl
- President del Comitè Estatal de Tecnologies de la Informació i les Comunicacions